# Bouy
Bouy és un municipi francès, situat al departament del Marne i a la regió del Gran Est. L'any 2007 tenia 453 habitants.

## Demografia

### Població
El 2007 la població de fet de Bouy era de 453 persones. Hi havia 165 famílies, de les quals 32 eren unipersonals (20 homes vivint sols i 12 dones vivint soles), 44 parelles sense fills, 81 parelles amb fills i 8 famílies monoparentals amb fills.
La població ha evolucionat segons el següent gràfic:
Habitants censats

### Habitatges
El 2007 hi havia 172 habitatges, 166 eren l'habitatge principal de la família, 3 eren segones residències i 3 estaven desocupats. 169 eren cases i 2 eren apartaments. Dels 166 habitatges principals, 140 estaven ocupats pels seus propietaris, 21 estaven llogats i ocupats pels llogaters i 5 estaven cedits a títol gratuït; 1 tenia una cambra, 1 en tenia dues, 9 en tenien tres, 33 en tenien quatre i 122 en tenien cinc o més. 133 habitatges disposaven pel capbaix d'una plaça de pàrquing. A 70 habitatges hi havia un automòbil i a 85 n'hi havia dos o més.

### Piràmide de població
La piràmide de població per edats i sexe el 2009 era:
| Homes | Edats   | Dones |
| ----- | ------- | ----- |
| 0     | 95 o +  | 0     |
| 0     | 90 a 94 | 8     |
| 4     | 85 a 89 | 8     |
| 8     | 80 a 84 | 0     |
| 12    | 75 a 79 | 4     |
| 0     | 70 a 74 | 8     |
| 8     | 65 a 69 | 8     |
| 16    | 60 a 64 | 4     |
| 8     | 55 a 59 | 8     |
| 12    | 50 a 54 | 20    |
| 20    | 45 a 49 | 8     |
| 20    | 40 a 44 | 20    |
| 4     | 35 a 39 | 8     |
| 16    | 30 a 34 | 12    |
| 20    | 25 a 29 | 24    |
| 12    | 20 a 24 | 0     |
| 16    | 15 a 19 | 28    |
| 12    | 10 a 14 | 12    |
| 16    | 5 a 9   | 16    |
| 12    | 0 a 4   | 20    |

## Economia
El 2007 la població en edat de treballar era de 291 persones, 207 eren actives i 84 eren inactives. De les 207 persones actives 199 estaven ocupades (112 homes i 87 dones) i 8 estaven aturades (1 home i 7 dones). De les 84 persones inactives 29 estaven jubilades, 26 estaven estudiant i 29 estaven classificades com a «altres inactius».

### Ingressos
El 2009 a Bouy hi havia 169 unitats fiscals que integraven 477,5 persones, la mediana anual d'ingressos fiscals per persona era de 19.264 €.

### Activitats econòmiques
Dels 7 establiments que hi havia el 2007, 2 eren d'empreses de construcció, 2 d'empreses de comerç i reparació d'automòbils, 1 d'una empresa de transport, 1 d'una empresa d'hostatgeria i restauració i 1 d'una entitat de l'administració pública.
Dels 2 establiments de servei als particulars que hi havia el 2009, 1 era una fusteria i 1 lampisteria.
L'any 2000 a Bouy hi havia 11 explotacions agrícoles.

## Equipaments sanitaris i escolars
El 2009 hi havia 1 escola maternal i 1 escola elemental.

## Poblacions més properes
El següent diagrama mostra les poblacions més properes.